# Cylindroteuthis
Cylindroteuthis is een geslacht van uitgestorven mollusken, dat leefde van het Midden- tot Laat-Krijt. Fossielen zijn gevonden in Azië, Europa, Noord-Amerika en Nieuw-Zeeland.

## Beschrijving
Deze belemniet had een lang, cilindrisch rostrum (een inwendig gelegen sigaarvormige structuur van voornamelijk radiair gelaagd calciet), dat aan de achterzijde geleidelijk overging in een spitse punt. Het phragmocoon (het gekamerde deel van de schelp, dat door septa in kamers is ingedeeld en waar de sipho doorheen loopt) wees voorwaarts. De normale lengte van de schelp bedroeg ongeveer vijfentwintig centimeter.

## Leefwijze
Dit carnivore geslacht bewoonde diepere zeeën van het continentaal plat.

## Taxonomische geschiedenis
Cylindroteuthis werd voor het eerst beschreven in 1879 door Claude-Emile Bayle. Een belemniet die oorspronkelijk werd beschreven als Cylindroteuthis confessa, is opnieuw beschreven als Mesoteuthis soloniensis.